# Верхний Пфальц
Верхний Пфальц (нем. Oberpfalz, бав. Obapfoiz, Owerpfolz) — один из семи административных округов (нем. Regierungsbezirk) земли Баварии в Германии.
Находится в восточной Баварии и граничит с Чехией, а также с баварскими административными округами Верхняя Бавария, Нижняя Бавария, Средняя Франкония и Верхняя Франкония.
По данным на 31 декабря 2015 года:
- территория — 969 020,29 га;[2]
- население  — 1 092 339 чел.;[3]
- плотность населения — 112,73 чел./км2;
- землеобеспеченность с учётом внутренних вод — 8871,06 м2/чел.

## История
В Средневековье Верхний Пфальц был частью марки Нордгау. В XIV веке эта территория стала частью королевских владений (Пфальц) династии Виттельсбахи. C XVII века Верхний Пфальц стал частью Баварии.

## Административный состав

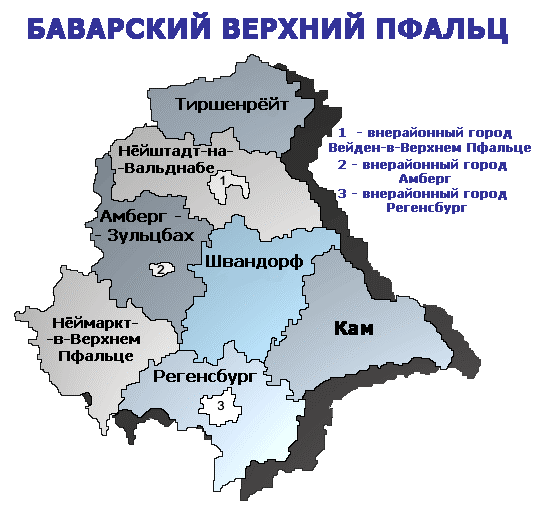

Административный округ Верхний Пфальц охватывает три свободных города и семь районов:

### Свободные города
1. Амберг
2. Регенсбург
3. Вайден-ин-дер-Оберпфальц

### Районы
1. Амберг-Зульцбах
2. Кам
3. Ноймаркт-ин-дер-Оберпфальц
4. Нойштадт-ан-дер-Вальднаб
5. Регенсбург
6. Швандорф
7. Тиршенройт

## Население
По оценке на 31 декабря 2015 года население правительственного округа Верхний Пфальц составляет 1 092 339 чел. 

| Дата      | 1840   | 1871   | 1900   | 1925   | 1939   | 1950   | 1961   | 1970   | 1987   | 2011    |
| --------- | ------ | ------ | ------ | ------ | ------ | ------ | ------ | ------ | ------ | ------- |
| Население | 459571 | 501950 | 558394 | 636845 | 694742 | 906822 | 898580 | 963833 | 969868 | 1070965 |

| Год       | 1960   | 1970   | 1980   | 1990    | 2000    | 2009    | 2010    | 2011    | 2012    | 2013    | 2014    | 2015    |
| --------- | ------ | ------ | ------ | ------- | ------- | ------- | ------- | ------- | ------- | ------- | ------- | ------- |
| Население | 888720 | 967332 | 966503 | 1008999 | 1079217 | 1081417 | 1081120 | 1072091 | 1074738 | 1077991 | 1082761 | 1092339 |

## Пути сообщения
Административный округ Верхний Пфальц пересечен четырьмя железнодорожными линиями и тремя автобанами.
Железнодорожные линии:
- Регенсбург-Вайден-Марктредвиц-Хоф
- Вайден-Байройт
- Нюрнберг-Нойкирхен-Вайден и Nürnberg-Neukirchen-Амберг-Прага
- Нюрнберг-Ноймаркт-Регенсбург-Пассау

Через округ проходят следующие автобаны:
- A 3 (Нюрнберг-Ноймаркт (Верхний Пфальц)-Регенсбург-Пассау)
- A 6 (Нюрнберг-Амберг-Вайдхаус-Прага)
- A 93 (Регенсбург-Вайден-Хоф)